# Female Chauvinist Pigs
Female Chauvinist Pigs: Women and the Rise of Raunch Culture ("Porcas Chauvinistas: Mulheres e a ascensão da cultura raunch") (2005) é um livro escrito por Ariel Levy criticando a extrema sexualização da cultura popular americana, onde mulheres são objetificadas, objectificam umas às outras e são encorajadas a objetificar a si mesmas. Levy se refere a esse fenômeno como "cultura raunch" (raunch significando lascívia, vulgaridade).

## Recepção
O livro foi recebido com resenhas positivas em grandes jornais como The Guardian e New York Times. A repercussão também chegou ao Brasil, onde pouco após o lançamento do livro a Folha de S.Paulo publicou uma entrevista com a autora.